# ناول غلاغر
ناول توماس دافيد غلاغر بالإنقليزية Noel Thomas David Gallagher ، ولد يوم 29 ماي1967 بمدينة مانشتر (إنجلترا) ، مؤلف وملحن إنجليزي من أصول إرلندية . شكل لمدة 15 سنة كاملة المؤلف الأساسي وعازف القيتار لفرقة أوايزيس كما شكل رفقة شقيقه الأصغر مغني الفرقة ثنائيا مثيرا للجدل كثيرا ما تكفلت الصحافة المتخصصة بنقل أحداث شجاراتهم على صفحاتها .

## السيرة الذاتية
ولد في 29 ماي 1967 ببورناج بمانشستر، ولد ثانيا في عائلته بعد شقيقه الأكبر بول الذي ولد عام 1966 , ميلاد ليام عام 1972 أجبر عائلته على الرحيل نحو حي آخر أشبيرن أفنيو ، عرف ناول طفولة صعبة كان السبب فيها والده الذي كان يتسم بالعنف إتجاه أبناءه مما تسبب لهم في تلعثم في النطق .
بعد انفصال والديه عام 1976 بدأت مشاكل ناول مع الشرطة خلال فترة مراهقته التي زاد من حدتها فصله من الثانوية بعد أن دفق كيسا من الطحين على رأس أستاذه . صار يوميات ناول بعد ذلك مثالا للانحراف والتسيب ورفقة جماعات الشوارع وهوليغانز ماين لاين كرو , أندر 5 ويونغ غوفنر ، تم وضعه تحت الحراسة في سن الثالثة عشر بعد أن تسبب في نهب دكان مجاور.
بعد أن غادر ناول عمله في شركة والده وتحول لشركة بيترولية من فروع بريتيش غاز تسببت له إصابة في قدمه في تحويله لمهنة أقل جهدا مما ترك له متسعا من الوقت للتمرس على القيتار والتلحين والتأليف وتمخض عن ذلك تأليفه لإثنين من أشهر مقطوعات تسجيل ديفنيتلي مايبي , ليف فورفر وكولمبيا ، إقترنت هذه المرحلة أيضا بتعاطي ناول للمخدرات توازيا مع شغفه المتزايد بالتأليف والتلحين وكانت مرجعية ناول الفنية منذ تلك السنوات تتلخص في أساطير الروك بإنقلترا , البيتلز , ذ هو , الرولينغ ستون أو ذ كينكس .

## ناول والموسيقى

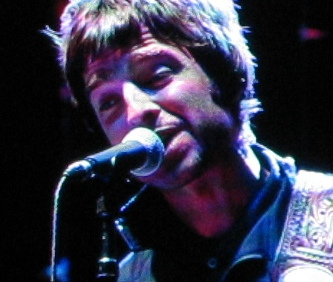
عرض حي بمسرح مونتاين فيو (كاليفورنيا) 2005.

تعلم ناول العزف على القيتار وحده باستماعه للراديو أو لتسجيلات البيتلز والسميث بواسطة آلة قيتار تركها والده وواصل تحسينه لطريقة عزفه بمتابعته لدروس خصوصية عند الأستاذ دايل روبرتسون .
بعد لقاءه سنة 1988 بعازف قيتار فرقة أنسبيرال كاربات , غراهام لامبرت ، وبعد أن استطاب هذا الأخير رفقته شخصيا وفنيا، أصبح من مرتادي حفلات الفرقة ولما سمع أن مغني الفرقة في صدد الرحيل قدم فورا ترشيحه لشغل مكانه لكن طلبه قوبل بالرفض وتم الاحتفاظ به كمرافق لدورات الفرقة وحفلاتها مما أعطى إياه تجربة لا يستهان بها في الميدان الموسيقي لدرجة أن مغني الفرقة الجديد توم هينغلي صرح يوما أن ناول يدين لهم بالكثير في انطلاق فرقته الخاصة والرواج والنجاح الذي صاحب ذلك .
في 1991 وبعد عودته من دورة أمريكية لفرقة أنسبيرال كاربات حضر ناول لعرض حي لفرقة أخيه الأصغر ذ راين وبالرغم من امتعاضه من مستوى الفرقة التقني والفني إلا أن أداء أخيه ليام كمغني أساسي فيها شد انتباهه وأثار فضوله فأقترح عليه فورا الانضمام للفرقة كعازف قيتار وكمدير فني ومؤلف للأغاني، وهكذا تحول ناول لزعيم وقائد الفرقة لمدة 9 سنوات كان فيها المؤلف الوحيد والحصري للفرقة ومسيرها ومديرها الفني .

### سنوات البيرتبوب والنجاح الباهر
فتحت التجربة التي خاضتها الفرقة في إطار مسابقة نظمتها دار التسجيل كريايشن باب الظهور بعد أن أعجب بها ألان ماك جي وأرسل تسجيلا لتلك الوصلة لدار التسجيل سوني ميوزيك التي أرسلت للفرقة دعوة للتوقيع على أول عقد يجمع الطرفين .
البداية الرسمية لمسيرة الفرقة كانت بصدور أغنية سوبرسونيك يوم 11 أفريل 1994 التي وصلت للمرتبة 31 في ترتيب الشارتس البريطاني قبل الصدور الرسمي للتسجيل الأول للفرقة ديفينتلي مايبي الذي عرف إجماعا تاما من طرف النقاد بنوعيته وتميزه مما جعله يصل لمبيعات خيالية في الأربعة أيام الأولى تراوحت بين 100 ألف و150 ألف نسخة مكرسا بذلك تربعه على قمة ترتيب الشارتس البريطاني منذ صدروه، ويبقى لغاية الساعة من أهم الأعمال الفنية في تاريخ الروك والتسجيل المفضل عند أعضاء الفرقة .

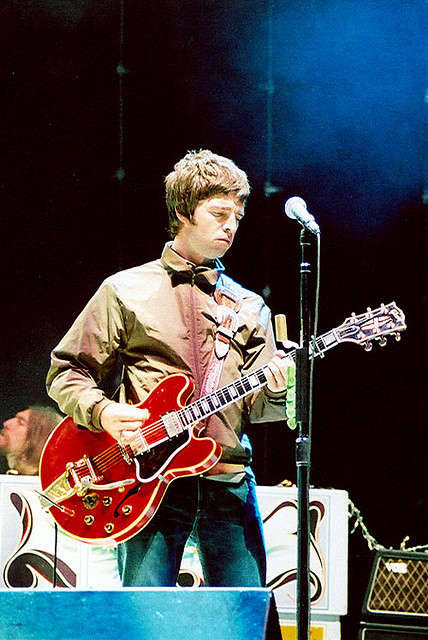
ناول خلال عرض حي للفرقة

في بداية 1995 صدر التسجيل الثاني للفرقة (واتس ذ ستوري) مورنينج غلوري ؟ ، أحد أهم الأعمال الفنية البريطانية في موسيقى الروك لجميع الفترات والمراحل، تسجيل جامع لعدد من روائع الفرقة خاصة وموسيقى الروك عامة نذكر منها سوم مايت ساي , شامباين سوبرنوفا والنشيد الخالد وندروال الذي كان موجها أصلا لناول كي يؤدي الوصلة الغنائية فيه إلا انه عدل أخيرا عن رأيه وتركه لليام وإكتفى بأداء دونت لوك باك إن أنغر ثاني أكبر مقطوعة شهرة في التسجيل .

بعد أن تحولت فرقة أوايزيس لظاهرة عالمية حقيقية سنة 1996 بنمط للحياة إنتهجه أعضاءها سار على نهج أسماء الروك الثقيلة سابقا، إنتظرت الصحافة تسجيلها الثالث بي هير ناو على أحر من الجمر وكانت النتيجة يوم 21 أوت 1997 في مستوى الشغف الذي رافقه بمقطوعات صارت حاليا من روائع الفرقة إطلاقا ك ديو ناو وات أي مين وستاند باي مي وأرواند ذ ورلد 

### فترة ما بعد سنوات البريتبوب

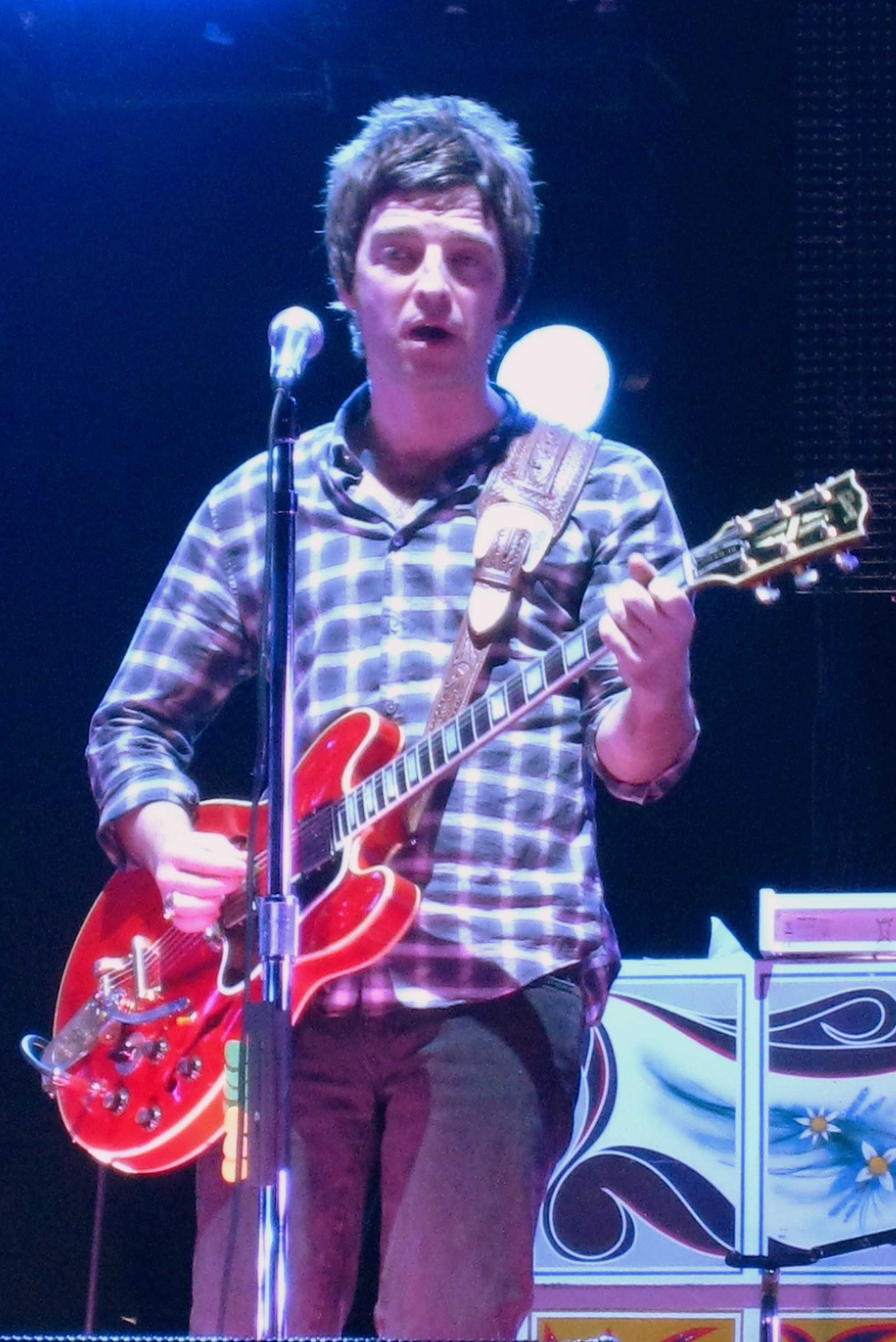
ناول يؤدي أغنية شمباين سوبرنوفا في عرض حي للفرقة.

عبئ الشهرة والأضواء عرض أوايزيس لضغط متواصل وتوتر دائم كثيرا ما كان وراء نشوب نزاعات بين أعضاءها وكانت إحدى تلك النزاعات وراء رحيل عضوين إثنين قبل بداية حصص تسجيلات التسجيل القادم، بول أرترز عازف القيتار المرافق وبول ماك غيغان عازف قيتار الباس والذين تم تعويضهم فورا بجام أرشر وأندي بال على التوالي . 
بعد رحيل ألان ماك جي من دار التسجيل كرياشن والتنازل على جزء كبير منها لفائدة سوني . إستغل ناول ذلك لتأسيس دار التسجيل بيغ بروذر وكانت المقطوعة غو لات إيت أوت أول ما صدر تحت هذا الاسم التجاري الجديد مع أن إيبيك واصلت توزيع منتوجات الفرقة عبر العالم .
صدر هيذن كيميستري خامس تسجيلات الفرقة في شهر جوان 2002 وعرف سابقة تخص تأليف الأغاني الموجودة عليه الذي لم يقتصر هذه المرة فقط على ناول وحده مثلما جرت عليه العادة بل شارك فيه جل أفراد الفرقة بداية بالمغني ليام (بورن إن ديفرنت كلاود , سونغ بيرد) عازف القيتار المرافق جيم أرشر (هانغ إن أ باد بلايس) لكن أفضل المقطوعات ظلت دائما من تأليف رائد الفرقة ناول (ذ هيندو تايمس , ليتل باي ليتل , ستوب كراين يور هارت أوت) .

### التجديد

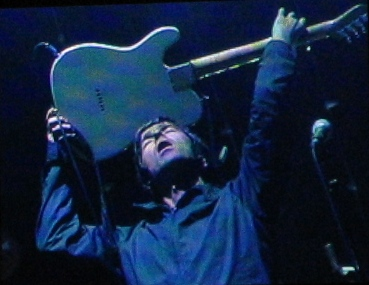
ناول خلال عرض حي للفرقة بمسرح شورلاين بماونتن فيو بكاليفورنيا سنة 2005.

تواصل تنازل ناول غلاغر عن مهمة تأليف المقطوعات لفائدة زملاءه في التسجيل السادس للفرقة دونت بيليف ذ تروث الذي صدر في 30 ماي 2005 وبالرغم من خلو هذا التسجيل من مقطوعات متميزة شدت انتباه الجمهور إلا أنه شكل تماسكا وتجانسا في فن التأليف لاقت إشادة بالإجماع من طرف النقاد والصحافة المتخصصة .

### نهاية فرقة أوايزس
أعلن ناول قبل بداية وصلة الفرقة في مهرجان روك أون سان أنه سيترك أوايزيس نهائيا بعد شجار عنيف آخر جمعه بشقيقه وزميله في الفرقة تسبب في إتلاف آلة قيتار «بنبرة من الآسف وكثير من الارتياح أعلن لكم أننا سأتخلى وأترك الفرقة مساء اليوم، سأترك لغيري مهمة كتابة ما يراه صالحا أما أنا فلن أعمل يوما إضافيا رفقة ليام» . نهاية أوايزيس فتحت لناول المجال للشروع في مسيرته الخاصة المنفردة حيث أنه أكد أنه إحتفظ بمجموعة لا يستهان بها من المقطوعات المتميزة لذلك الهدف بالذات .

### ناول غلاغرز هاي فلاين بيردس

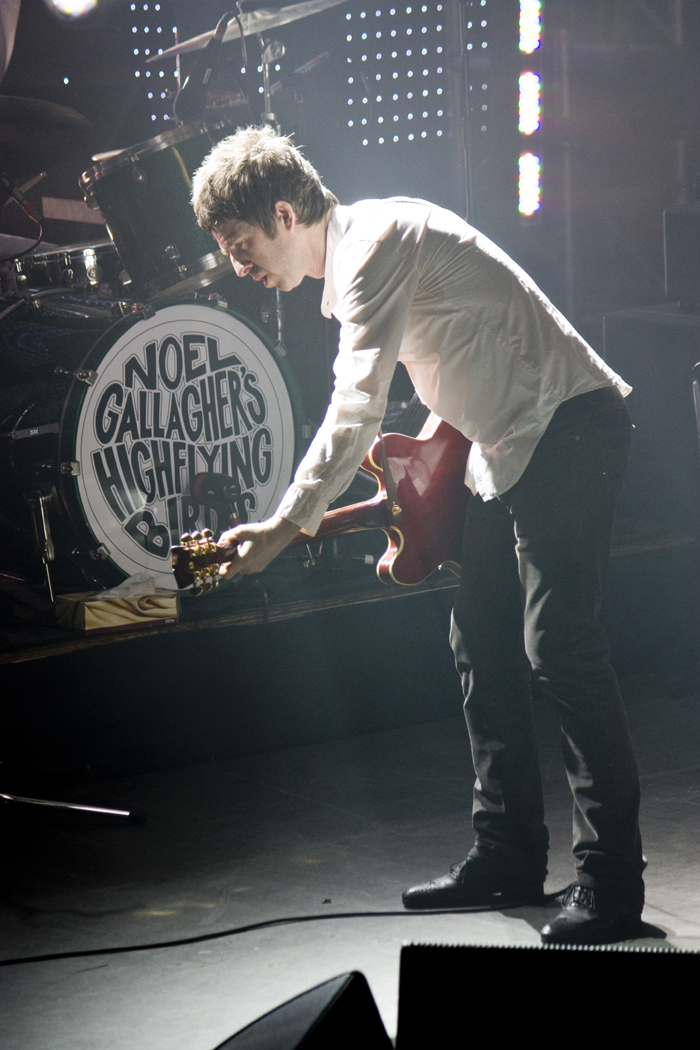
ناول غلاغر في عرض حي ببرشلونة يوم 05 مارس 2012

أعلن ناول رجوعه للساحة الفنية يوم 06 جويلية 2011 بتأسيسه لفرقة جديدة تحت تسمية ناول غلاغرز هاي فلاين بيردس كما أعلن أن أول تسجيلات الفرقة سيرى النور يوم 17 أكتوبر من نفس السنة .
صدرت أول مقطوعة من التسجيل الجديد تحت عنوان ذ ديث أوف يو أند مي يوم 21 أوت 2011 وتمكن الجمهور من اكتشاف الفيلم المصور المروج للأغنية في نفس اليوم على منصة اليوتيوب ، تلقت الأغنية أصداءا طيبة من طرف النقاد من الصحافة المتخصصة كما إرتقت للمرتبة ال 15 في ترتيب الشارتس البريطاني كما وصل عدد مشاهدة الفيلم المرافق لها ل 4.5 مليون مشاهدة على اليوتيوب .
وصلت المقطوعة الثانية أكا ...وات أ لايف للمرتبة ال 20 في ترتيب أحسن الأغاني لحظة صدورها في ال19 سبتمبر 2011
عاد ناول يوم 3 مارس 2015 بعد غياب لأربعة سنوات عن الساحة مصدرا ألبومه الثاني تحت عنوان شايزن يسترداي الذي سبقه إصدار مقطوعتان منفردتين ترويجا له، إن ذ هيت أوف ذ مومنت في أكتوبر 2014 وبالاد أوف ذ مايتي في جانفي 2015 , عدد المشاهدات على اليوتيوب عبر عن رجوع متباين نحو الشعبية والنجاح بحيث إرتقى التسجيل فور صدوره لقمة قائمة المبيعات معتليا المرتبة الأولى للشارتس البريطاني .

## الحياة الخاصة
رزق ناول يوم 27 جانفي 2000 بطفلة أناييز من زواجه بميغ ماتيوز (تم الانفصال في 2001) . 

## قائمة التسجيلات

### تسجيلات
مع أوايزيس
- 1994 ديفينتلي مايبي
- 1995 (واتس ذ ستوري) مورنينج غلوري ؟
- 1997 بي هير ناو
- 1998 ذ ماستربلان '
- 2000 ستاندينغ أون ذ شاولدرز أوف جاينتس
- 2000 فاميليار تو مليونس
- 2002 هيتن كيميستري
- 2005 دونت بيليف ذ تروث
- 2006 ستوب ذ كلوكس
- 2008 ديغ أوت يور سول

#### منفردا (ناول غلاغرز هاي فلاين بيردس)
- 2011 ناول غلاغرز هاي فلاين بيردس
- 2015 شايزن يسترداي